# Макс Білер
Макс Білер (нім. Max Bieler; 14 квітня 1886, Бюссов — ?)— німецький офіцер-підводник, капітан-цур-зее крігсмаріне.

## Біографія
6 квітня 1904 року встпив на флот. Учасник Першої світової війни. З 22 жовтня 1917 по 31 травня 1918 року — командир підводного човна U-92. 4 березня 1918 року пошкодив британський танкер British Princess водотоннажністю 7034 тонни, який перевозив мазут; 1 член екіпажу загинув. 24 листопада 1919 року звільнений у відставку.
Вступив в службу комплектування. З квітня 1938 по жовтень 1942 року — командир командування озброєнь в Дюссельдорфі. З листопада 1942 року — керівник групи ВМС інспекції поповнення в Егері. В жовтні 1944 року відправлений у відпустку. 31 січня 1945 року звільнений у відставку.

## Звання
- Морський кадет (6 квітня 1904)
- Фенріх-цур-зее (11 квітня 1905)
- Лейтенант-цур-зее (28 квітня 1907)
- Оберлейтенант-цур-зее (12 лютого 1910)
- Капітан-лейтенант (17 жовтня 1915)
- Корветтен-капітан служби комплектування (1 квітня 1929)
- Фрегаттен-капітан служби комплектування (1 листопада 1937)
- Капітан-цур-зее (1 листопада 1940)

## Нагороди
- Залізний хрест 2-го і 1-го класу
- Почесний хрест ветерана війни з мечами
- Медаль «За вислугу років у Вермахті» 4-го, 3-го, 2-го і 1-го класу (25 років)